# Storia futura (Heinlein)
La Storia futura (Future History) è un ciclo di narrativa fantascientifica di Robert A. Heinlein che descrive un futuro immaginario della specie umana dalla metà del Ventesimo secolo fino agli inizi del ventitreesimo secolo tramite una serie di racconti e romanzi. Il termine Future History (storia futura) fu coniato da John W. Campbell, Jr. nel numero di febbraio 1941 della rivista pulp Astounding Science Fiction. Campbell pubblicò una prima bozza della cronologia di Heinlein, impiegata per scrivere le opere che compongono il ciclo, nel numero di marzo 1941.
Heinlein scrisse la maggior parte dei racconti appartenenti alla Future History all'inizio della sua carriera, tra il 1939-1941 e il 1945-1950. La maggior parte dei racconti scritti prima del 1967 sono stati raccolti nell'antologia La storia futura (The Past Through Tomorrow), che contiene anche la versione definitiva della cronologia, con leggere modifiche apportate dall'autore per aggiornare ed uniformare i racconti. 
Questa raccolta non include Universe e Common Sense; essi vennero pubblicati separatamente col titolo Universo.
La Future History ricevette una nomination per il premio Hugo come "migliore serie di tutti i tempi" nel 1966, assieme alla serie di Barsoom di Edgar Rice Burroughs, alla serie dei Lensman di E. E. Smith, al Ciclo della Fondazione di Isaac Asimov, e a Il Signore degli Anelli di J. R. R. Tolkien, ma venne battuta dal ciclo della Fondazione di Asimov.

## Definizione
Per quanto tutti i racconti inclusi nella raccolta La storia futura (The Past Through Tomorrow) appartengano indubbiamente al ciclo della Future History, gli studiosi di Heinlein concordano sul fatto che alcuni racconti che non sono stati inclusi nella raccolta appartengono di fatto alla Future History, mentre alcuni che sono stati inclusi si collegano in modo piuttosto debole al ciclo.
James Gifford aggiunge anche Lazarus Long l'immortale, che fu pubblicato dopo The Past Through Tomorrow, come anche Fiat Lux, che non fu incluso in The Past Through Tomorrow, probabilmente perché non piaceva al curatore della raccolta o perché lo stesso Heinlein lo reputava inferiore agli altri racconti. Ad ogni modo, l'autore stesso considerava Lazarus Long, l'immortale un caso limite. Egli considerava Il numero della bestia, Il gatto che attraversa i muri e Oltre il tramonto connessi in modo troppo debole alla Future History perché venissero inclusi nella raccolta.
Bill Patterson include Oltre il tramonto, perché le discrepanze tra questo romanzo e gli altri facenti parte della Future History si spiegherebbero assegnando il romanzo allo stesso "aggregato di cronologie correlate" nel multiverso di World as Myth (nel romanzo Il numero della bestia). Patterson elenca comunque alcuni racconti che secondo lui non furono affatto scritti per entrare pienamente nella Future History, anche se vennero infine inclusi in The Past Through Tomorrow: La linea della vita (che Heinlein scrisse prima di pubblicare il diagramma della Future History), Minaccia dalla Terra, Il fiore dell'oblio e i racconti originalmente pubblicati sul Saturday Evening Post (Gente di domani, Come è bello ritornare, Le verdi colline della Terra e Le caverne di Luna City). Patterson concorda con Gifford che Fiat Lux dovrebbe invece essere incluso. Il racconto La casa nuova venne incluso solo nel diagramma pubblicato prima della seconda guerra mondiale, ma in seguito venne sempre escluso.
I romanzi per adolescenti di Heinlein non collimano con lo schema della Future History. Gifford ritiene che "nonostante i dodici romanzi per adolescenti non siano del tutto incompatibili con lo schema della Future History, non si può neanche affermare che corrispondano puntualmente a quel ciclo scritto per lettori adulti. Non si riconosce spesso che in effetti i romanzi per adolescenti sono una 'Future History' ragionevolmente coerente per conto proprio... Almeno uno degli eventi più importanti indicati nel diagramma della Future History, e cioè la rivoluzione su Venere, finì coll'essere narrata nella cornice dei romanzi per adolescenti, col titolo Guerra nell'infinito. Il romanzo Stella variabile, scritto da Spider Robinson sulla base dello schema dettagliato di Heinlein, incorpora alcuni elementi della Future History (ad esempio riferimenti al personaggio di Nehemiah Scudder) ma anche dell'universo dei romanzi per adolescenti (ad esempio le "navi torcia" (torch ship) e la comunicazione telepatica più veloce della luce tra gemelli). Il racconto per adulti La lunga veglia, incluso nella raccolta della Future History, si collega a Cadetti dello spazio attraverso il personaggio di (John) Ezra Dahlquist, protagonista nel primo, ricordato nel secondo.

## Cronologia
Quella riportata di seguito è una cronologia della Future History. Gli anni in cui si svolge ciascun racconto sono segnalati quando vengono esplicitati nel testo del racconto, in modo da posizionarlo nella cronologia dello schema di Heinlein. I racconti pianificati ma mai scritti vengono annotati (vedi paragrafo successivo).
- La linea della vita (1939 nella versione pubblicata su rivista, 1951 nelle raccolte in volume)
- Fiat lux (poco dopo La linea della vita)

Word Edgewise (mai scritto)
- Le strade devono correre
- L'esplosione incombe
- L'uomo che vendette la Luna
- Dalila e lo spaziale
- Gente di domani
- Requiem
- La lunga veglia (1999)
- Signori, seduti
- Le caverne di Luna City
- Come è bello ritornare
- Il fiore dell'oblio
- Luce nelle tenebre
- Il grande abisso
- Le verdi colline della Terra

Fire Down Below (mai scritto)
- Logica dell'impero
- Minaccia dalla Terra

The Sound of His Wings (mai scritto)
Eclipse (mai scritto)
The Stone Pillow (mai scritto)
- Rivolta 2100
- Ritorno alla vita
- Spostati
- Universo (solo il prologo) (2119)
- I figli di Matusalemme (2136-2210)
- Universo (parte prima) (~3500)
- Buon senso (parte seconda di Universo) (~3500)
- Lazarus Long l'immortale (4272 - e alcuni periodi precedenti)
- Oltre il tramonto.

## I racconti mai scritti
Lo schema pubblicato nel 1953 nella raccolta di racconti Revolt in 2100 (Rivolta 2100) include diversi titoli di racconti mai scritti, che Heinlein descrive in un post scriptum. Fire Down Below, avrebbe dovuto narrare una rivoluzione nell'Antartide e avrebbe dovuto svolgersi nei primi anni del XXI secolo. Altri tre racconti mai scritti coprono la storia futura che va da poco prima di Logica dell'impero, all'inizio del XXI secolo, fino all'inizio di Rivolta 2100. The Sound Of His Wings avrebbe dovuto coprire i primi anni di vita di Nehemiah Scudder come telepredicatore fondamentalista, fino alla sua presa del potere come Primo Profeta. Eclipse avrebbe dovuto descrivere i movimenti d'indipendenza su Marte e Venere. The Stone Pillow avrebbe dovuto raccontare la nascita del movimento di resistenza dai primi giorni della teocrazia fino all'inizio di Rivolta 2100.
Questi racconti avrebbero dovuto essere punti chiave del ciclo della Future History, per cui Heinlein descrisse a grandi linee Nehemiah Scudder, in modo da facilitare la visualizzazione del suo regno: una combinazione di Giovanni Calvino, Girolamo Savonarola, Joseph Franklin Rutherford e Huey Long. La sua ascesa al potere iniziò quando un'appartenente al suo gregge, la vedova di un milionario che aveva disapprovato la predicazione di Scudder, morì e lasciò al predicatore danaro sufficiente a creare una rete televisiva. Scudder si associò successivamente con un ex senatore degli Stati Uniti e assunse un pubblicitario. Presto divenne famoso tra i lavoratori vincolati su Venere, quando questi ultimi cominciarono a vederlo come una figura messianica. Scudder disponeva anche di un apparato paramilitare: una ricreazione del Ku Klux Klan sotto altro nome. "Si versò sangue nei seggi elettorali e nelle strade, ma Scudder vinse le elezioni. Quelle successive non si svolsero mai". Nonostante questo periodo fosse parte integrante della diaspora umana che sarebbe seguita diversi secoli dopo, Heinlein dichiarò che non aveva mai potuto scrivere questi racconti perché in essi Scudder figurava in modo cospicuo; e lo scrittore "lo detestava troppo radicalmente".
Nehemiah Scudder appare già nel primissimo romanzo di Heinlein A noi vivi (scritto tra il 1938 e il 1939, ma pubblicato solo postumo nel 2003). L'inizio della carriera di Scudder per come viene descritto in quel libro è virtualmente identico a quanto sopra riportato, ma con una differenza cruciale; nella prima versione Scudder viene fermato all'ultimo momento da una contro-mobilitazione dei libertarianisti, e nonostante l'intimidazione degli elettori Scudder riesce ad assicurarsi solamente il Tennessee e l'Alabama. In effetti, il regime Libertarianista che raggiunge il suo pieno sviluppo nel 2086 in quel libro nacque in diretta reazione al tentativo da parte di Scudder di imporre costumi puritani sull'intera società americana.

## Mondo come Mito
Mondo come Mito (World as Myth) è un'idea, che Heinlein ha chiamato anche solipsismo panteistico, secondo la quale gli universi vengono creati dall'atto di immaginarli, così che da qualche parte (per esempio) il Paese di Oz è reale.
Il multiverso di World as Myth è un "aggregato di cronologie correlate" tra le quali si muove Lazarus Long e caratterizzate da viaggi nel tempo, dimensioni parallele, amore libero, incesto volontario.
I libri del ciclo sono I figli di Matusalemme (1958), Lazarus Long, l'immortale 1973, e soprattutto Il numero della bestia (1980), Il gatto che attraversa i muri (1985) e Oltre il tramonto (1987); tutti fanno parte del ciclo della Storia futura.
Il tema viene pienamente sviluppato nelle ultime tre opere; probabilmente anche Operazione domani (1982) e Il pianeta del miraggio (Job: A Comedy of Justice, 1984), scritti negli stessi anni, fanno parte del ciclo in termini di materiale tematico, tuttavia Heinlein morì prima di rendere espliciti i collegamenti, se mai esistiti.
Il concetto di multiverso è esplorato per la prima volta da Heinlein in Altroquando (1941).